# Lista celor mai mari lacuri în funcție de suprafață

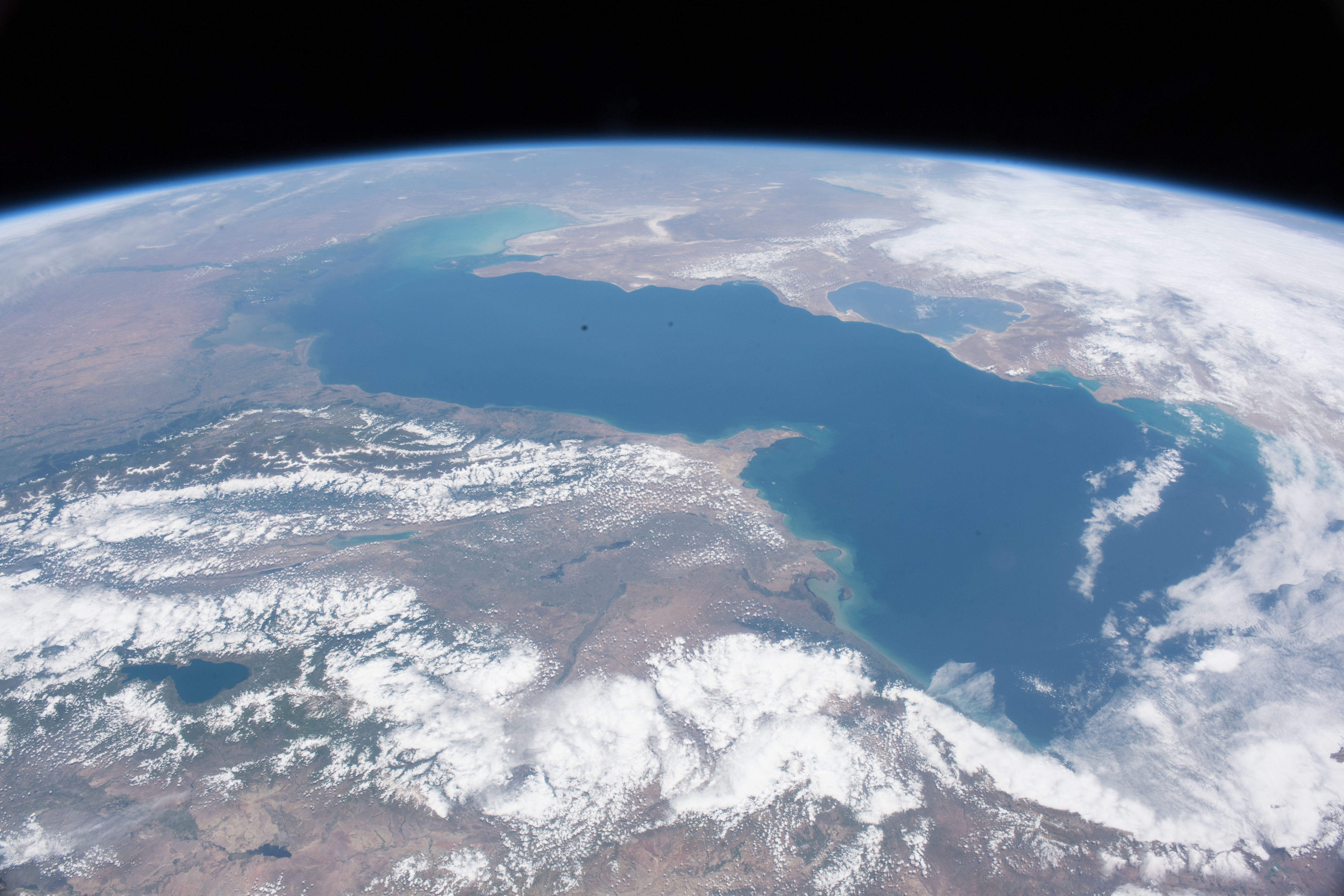
Marea Caspică, situată la granița dintre Europa și Asia, cel mai mare lac din lume după suprafață

Lista celor mai mari lacuri în funcție de suprafață clasifică întinderile naturale mari și relativ fixe de apă aflate la suprafața Pământului sau în apropierea acesteia, localizate într-unul sau mai multe bazine interconectate, înconjurate de uscat și izolate față de mări și oceane (lacuri), în funcție de suprafață.

## Preambul
Nu există o definiție universal acceptată a unui lac, nici o delimitare clară față de o baltă sau un iaz. În general, se consideră că lacurile sunt ape stătătoare situate pe un continent, arhipelag sau insulă și sunt separate de mări și oceane, deși pot fi conectate la acestea prin râuri. Din punct de vedere geologic, lacurile sunt corpuri de apă temporare. 
Unii limnologi consideră lacurile ca fiind corpuri de apă de dimensiuni mai mari, pentru care turbulențele induse de vânt, acțiunea valurilor și interacțiunea acestora cu malurile joacă un rol major în amestecarea volumului de apă conținut. Conform definiției din limnologie, un corp de apă naturală este considerat lac dacă este caracterizat de adâncime, suprafață sau volum suficiente pentru a provoca depunerea, zonarea sau stratificarea sedimentelor, o singură condiție îndeplinită fiind suficientă pentru a-i conferi acest statut.
Unii hidrologi au propus definirea termenului „lac” ca o întindere de apă cu următoarele cinci caracteristici:
- umple parțial sau total unul sau mai multe bazine conectate prin strâmtori,
- are în esență același nivel al apei în toate părțile (cu excepția variațiilor relativ scurte cauzate de vânt, stratul de gheață variabil, debitele crescute ale apelor influente etc.),
- nu prezintă intruziuni regulate de apă de mare,
- o proporție considerabilă din sedimentele suspendate în apă este captată de bazine (pentru ca acest lucru să se întâmple, acestea trebuie să aibă un raport debit-volum suficient de mic),
- suprafața măsurată la nivelul mediu al apei depășește un prag ales arbitrar (de exemplu, un hectar).

În 1957, britanicul George Evelyn Hutchinson, considerat părintele ecologiei moderne, a publicat o monografie intitulată „Tratat de limnologie” (A Treatise on Limnology), considerată un punct de referință al tuturor tipurilor majore de lacuri, al originii, caracteristicilor morfometrice și distribuției acestora, propunând o clasificare a lacurilor în funcție de originea lor. Această clasificare identifică 11 tipuri majore de lacuri care sunt împărțite în 76 subtipuri.
Majoritatea lacurilor sunt de apă dulce și reprezintă aproape toată apa dulce de la suprafața Pământului, dar unele sunt lacuri sărate, cu salinitate chiar mai mare decât cea a apei de mare. De asemenea, lacurile sunt caracterizate de variații semnificative în ceea ce privește suprafața și volumul de apă. Majoritatea lacurilor sunt alimentate și/sau drenate de izvoare, pâraie sau râuri, dar unele lacuri sunt endoreice, fără nicio scurgere, în timp ce lacurile vulcanice sunt alimentate direct de precipitații și nu de cursuri de apă influente (de intrare).
Un studiu din 2016 elaborat sub egida Institutului de Tehnologie din Massachusetts, Muzeului de Știință din Minnesota și Universității Umeå din Suedia a estimat numărul de lacuri de pe Terra la peste 100 de milioane, cu un volum total de apă conținut de peste 199.000 km3 și o adâncime medie de 41,8 m.
Lista include lacurile cu o suprafață de peste 3.000 km2. Ordinea este descrescătoare, în funcție de valoarea suprafeței fiecărui lac.

## Lista celor mai mari lacuri din lume după suprafață
| Coduri de culoare pentru continent | Coduri de culoare pentru continent | Coduri de culoare pentru continent | Coduri de culoare pentru continent | Coduri de culoare pentru continent | Coduri de culoare pentru continent | Coduri de culoare pentru continent |
| Africa                             | Antarctica                         | Asia                               | Eurasia                            | Europa                             | America de Nord                    | America de Sud                     |
| ---------------------------------- | ---------------------------------- | ---------------------------------- | ---------------------------------- | ---------------------------------- | ---------------------------------- | ---------------------------------- |

| Contur, la scară | Loc | Nume | Țară                                                      | Tip                                | Suprafață (km2) | Lungime (km) | Adâncime maximă (m) | Volum (km3) | Observații |
|                  |     | |                                                           |                                    |                 |              |                     |             | |
| ---------------- | --- | --- | --------------------------------------------------------- | ---------------------------------- | --------------- | ------------ | ------------------- | ----------- | --- |
|                  | 1.  | Marea Caspică (în rusă Каспийское море, transliterat: Kaspiiskoe more, în persană دریای خزر, transliterat: Dariyaye khzar) | Kazahstan · Turkmenistan · Azerbaidjan · Rusia · Iran     | apă sărată (1.2% salinitate)       | 389.000         | 1.199        | 1.025               | 78.200      | Din punct de vedere geologic, este mai degrabă o mare, nu un lac. Laguna Garabogaz (Garabogazköl), dacă ar fi luată în considerare separat, s-ar clasa pe locul 16 ca mărime, cu o suprafață de 18.000 km2                   |
|                  | 2.  | Lacul Superior (în engleză Lake Superior)                                                                                  | Canada · Statele Unite                                    | apă dulce                          | 82.100          | 616          | 406                 | 12.070      | Cel mai mare dintre Marile Lacuri ca volum, mai mare decât celelalte patru la un loc |
|                  | 3.  | Lacul Victoria (în engleză Lake Victoria)                                                                                  | Tanzania · Uganda · Kenya                                 | apă dulce                          | 59.940          | 322          | 81                  | 2.420       | Cel mai mare lac ca suprafață din Africa |
|                  | 4.  | Lacul Huron (în engleză Lake Huron)                                                                                        | Canada · Statele Unite                                    | apă dulce                          | 59.590          | 332          | 229                 | 3.520       | Partea mai mare al lacului Michigan-Huron, conține insula Manitoulin, cea mai mare insulă lacustră din lume |
|                  | 5.  | Lacul Michigan (în engleză Lake Michigan)                                                                                  | Statele Unite                                             | apă dulce                          | 58.030          | 494          | 282                 | 4.930       | Partea mai mică al lacului Michigan-Huron |
|                  | 6.  | Lacul Tanganyika (în engleză Lake Tanganyika, în franceză Lac Tanganyika)                                                  | Tanzania · Republica Democratică Congo · Burundi · Zambia | apă dulce                          | 32.900          | 676          | 1.470               | 18.750      | Cel mai lung lac cu apă dulce din lume și al treilea ca mărime de orice fel ca volum, cel mai mare lac (ca suprafață) care este situat în întregime într-o singură țară                                                      |
|                  | 7.  | Lacul Baikal (în rusă Байкал, transliterat: Baikal)                                                                        | Rusia                                                     | apă dulce                          | 31.722          | 636          | 1.642               | 23.610      | Cel mai adânc lac din lume și cel mai mare lac cu apă dulce din lume ca volum |
|                  | 8.  | Marele Lac al Urșilor (în engleză Great Bear Lake)                                                                         | Canada                                                    | apă dulce                          | 31.153          | 373          | 446                 | 2.234       | Cel mai mare lac aflat în întregime în Canada și cel mai mare lac parțial în Cercul Arctic |
|                  | 9.  | Lacul Malawi (în engleză Lake Malawi, în franceză Lac Malawi)                                                              | Malawi · Mozambic · Tanzania                              | apă dulce                          | 29.600          | 579          | 706                 | 8.640       | Adăpostește mai multe specii de pești decât orice alt lac din lume |
|                  | 10. | Marele lac al sclavilor (în engleză Great Slave Lake)                                                                      | Canada                                                    | apă dulce                          | 27.200          | 480          | 614                 | 1.115       | Cel mai adânc lac din America de Nord |
|                  | 11. | Lacul Erie (în engleză Lake Erie)                                                                                          | Canada · Statele Unite                                    | apă dulce                          | 25.667          | 388          | 64                  | 488         | Lacul cu cel mai mic volum dintre Marile Lacuri |
|                  | 12. | Lacul Winnipeg (în engleză Lake Winnipeg)                                                                                  | Canada                                                    | apă dulce                          | 24.514          | 425          | 36                  | 294         | Lacul cu cel mai mare bazin hidrografic în comparație cu propria dimensiune |
|                  | 13. | Lacul Ontario (în engleză Lake Ontario)                                                                                    | Canada · Statele Unite                                    | apă dulce                          | 18.970          | 311          | 244                 | 1.631       | Lacul cu cea mai joasă altitudine dintre Marile Lacuri |
|                  | 14. | Lacul Ladoga (în rusă Ладожское озеро, transliterat: Ladojskoe ozero)                                                      | Rusia                                                     | apă dulce                          | 17.700          | 219          | 260                 | 837         | Cel mai mare lac din Europa |
|                  | 15. | Lacul Balhaș (în kazahă Балқаш, cu alfabetul chirilic: Balqaș)                                                             | Kazahstan                                                 | apă sărată (0.3% salinitate)       | 16.400          | 605          | 26                  | 100         | Lac cu apă dulce și adâncime redusă în partea vestică, apă sărată și adâncime mai mare în partea estică, volum în scădere |
|                  | 16. | Lacul Vostok [în rusă Восток (озеро), transliterat: Vostok (ozero)]                                                        | Antarctica                                                | apă dulce                          | 12.500          | 250          | 900                 | 5.400       | Cel mai mare lac din Antarctica (lac subglaciar) |
|                  | 17. | Lacul Onega (în rusă Онежское озеро, transliterat: Onejskoe ozero)                                                         | Rusia                                                     | apă dulce                          | 9.700           | 245          | 127                 | 291         | Al doilea cel mai mare lac din Europa |
|                  | 18. | Lacul Titicaca (în spaniolă Lago Titicaca)                                                                                 | Peru · Bolivia                                            | apă dulce                          | 8.372           | 177          | 281                 | 896         | Lacul navigabil situat la cea mai mare altitudine din lume, cel mai mare lac de munte, cel mai mare lac din America de Sud                                                                                                   |
|                  | 19. | Lacul Cocibolca (Nicaragua) (în spaniolă Lago Cocibolca)                                                                   | Nicaragua                                                 | apă dulce                          | 8.264           | 177          | 26                  | 110         | Cel mai mare lac din America Centrală, adăpostește rechini de apă dulce (Carcharhinus leucas) |
|                  | 20. | Lacul Athabasca (în engleză Lake Athabasca)                                                                                | Canada                                                    | apă dulce                          | 7.850           | 335          | 124                 | 204         | O rămășiță a vastului Lac glaciar McConnell |
|                  | 21. | Lacul Reindeer (în engleză Reindeer Lake)                                                                                  | Canada                                                    | apă dulce                          | 6.650           | 245          | 219                 | 113         | Zonele cele mai adânci acoperă locul unui impact meteoric major care a avut loc acum aproape 100 de milioane de ani, mult înainte de formarea lacului                                                                        |
|                  | 22. | Lacul Turkana (în engleză Lake Turkana)                                                                                    | Kenya · Etiopia                                           | apă sărată (0.25% salinitate)      | 6.405           | 248          | 109                 | 193         | Cel mai mare lac deșertic permanent și cel mai mare lac alcalin din lume„Lake Turkana” [Lacul Turkana]. worldatlas.com (în engleză). Accesat în 29 iulie 2025.                                                               |
|                  | 23. | Issîk-Kul (în kîrgîză Ысык-Көл, transliterat: Isık-Köl)                                                                    | Kârgâzstan                                                | apă sărată (0.6% salinitate)       | 6.236           | 182          | 668                 | 1.736       | Al doilea cel mai mare lac de munte din lume, al doilea cel mai adânc lac salin |
|                  | 24. | Lacul Vänern (în suedeză Vänern)                                                                                           | Suedia                                                    | apă dulce                          | 5.650           | 140          | 106                 | 153         | Cel mai mare lac din Uniunea Europeană |
|                  | 25. | Lacul Rukwa [în swahili Rukwa (ziwa)]                                                                                      | Tanzania                                                  | apă sărată                         | 5.614,7         | 183          | 22,49               | 58,243      | Al patrulea lac ca mărime din Tanzania |
|                  | 26. | Lacul Albert (în swahili Ziwa Albert)                                                                                      | Uganda · Republica Democratică Congo                      | apă dulce                          | 5.590           | 161          | 51                  | 133         | |
|                  | 27. | Lacul Nettilling (în engleză Nettilling Lake)                                                                              | Canada                                                    | apă dulce                          | 5.542           | 113          | 132                 | 130         | Cel mai mare lac de pe o insulă (Insula Baffin) |
|                  | 28. | Lacul Winnipegosis (în engleză Lake Winnipegosis)                                                                          | Canada                                                    | apă dulce                          | 5.370           | 245          | 12                  | 17,2        | Al doilea lac ca mărime din Manitoba |
|                  | 29. | Lacul Mweru [în swahili Mweru (ziwa)]                                                                                      | Zambia · Republica Democratică Congo                      | apă dulce                          | 5.120           | 131          | 27                  | 38          | Al doilea lac ca mărime din bazinul hidrografic al fluviului Congo, după lacul Tanganyika |
|                  | 30. | Lacul Nipigon (în engleză Lake Nipigon)                                                                                    | Canada                                                    | apă dulce                          | 4.848           | 116          | 165                 | 266         | Cel mai mare lac aflat în întregime în Ontario, parte a bazinului hidrografic al regiunii Marilor Lacuri |
|                  | 31. | Lacul Manitoba (în engleză Lake Manitoba)                                                                                  | Canada                                                    | apă sărată (0.35% salinitate)      | 4.706           | 225          | 7                   | 14,1        | O rămășiță a preistoricului lac glaciar Agassiz, împreună cu lacurile Winnipeg și Winnipegosis |
|                  | 32. | Lacul Taimîr [în rusă Таймыр (озеро), transliterat: Taimîr (ozero)]                                                        | Rusia                                                     | apă dulce                          | 4.560           | 250          | 26                  | 12,8        | Cel mai mare lac aflat în întregime în zona polară (zona delimitată de Cercul Arctic) |
|                  | 33. | Lacul Qinghai (în chineză: 青海湖, transliterat: Qīnghǎi hú)                                                               | China                                                     | apă sărată (1.4% salinitate)       | 4.489           |              | 32,8                | 108         | Cel mai mare lac din China, de dimensiuni variabile, bazin endoreic |
|                  | 34. | Lacul Saimaa (în finlandeză Saimaa)                                                                                        | Finlanda                                                  | apă dulce                          | 4.380           |              | 82                  | 36          | Lacul din țările nordice cu cea mai mare zonă hidrografică |
|                  | 35. | Lake of the Woods (în engleză Lake of the Woods)                                                                           | Canada · Statele Unite                                    | apă dulce                          | 4.350           | 110          | 64                  | 19,4        | Pe lac se găsesc c. 15.000 de insule, linia de coastă (incluzând insulele) măsoară c. 105.000 km |
|                  | 36. | Lacul Hanka (în rusă Ханка, transliterat: Hanka, în chineză: 兴凯湖, transliterat: Xìng kǎi hú)                            | Rusia · China                                             | apă dulce                          | 4.190           | 90           | 10,6                | 18,3        | Lac cu formă asemănătoare unei pere, de dimensiuni variabile, constituie o sursă a fluviului Amur care se varsă în Marea Japoniei                                                                                            |
|                  | 37. | Lacul Sarîgamîș (în turkmenă Sarygamyș köli, în uzbecă Sariqamish koʻli)                                                   | Turkmenistan · Uzbekistan                                 | apă sărată (1.15% salinitate)      | 3.955           | 125          | 40                  | 68,56       | Lac situat la jumătatea distanței dintre bazinul endoreic al Mării Caspice și fostei mări Aral, în prezent lac izolat după dispariția râului Uzboi care se vărsa în Marea Caspică                                            |
|                  | 38. | Lacul Dubawnt (în engleză Dubawnt Lake)                                                                                    | Canada                                                    | apă dulce                          | 3.833           |              |                     | 91          | Suprafață înghețată 10 luni pe an, fără așezări permanente pe țărmurile sale |
|                  | 39. | Lacul Van (în turcă Van Gölü)                                                                                              | Turcia                                                    | apă sărată (2.3% salinitate)       | 3.755           | 119          | 451                 | 642         | Cel mai mare lac din Orientul Mijlociu, al treilea cel mai adânc lac salin |
|                  | 40. | Lacul Peipus (în estonă Peipsi-Pihkva järv, în rusă Чудско-Псковское озеро, transliterat: Ciudsko-Pskovskoe ozero)         | Estonia · Rusia                                           | apă dulce                          | 3.555           |              | 15,3                | 25          | Cel mai mare lac transfrontalier din Europa |
|                  | 41. | Lacul Uvs (în mongolă Увс нуур, transliterat: Uvs nuur, în rusă Убсу-Нур, transliterat: Ubsu-Nur)                          | Mongolia · Rusia                                          | apă sărată (1.9% salinitate)       | 3.350           | 84           | 22                  | 20          | Cel mai mare lac din Mongolia (ca suprafață), bazin endoreic vast |
|                  | 42. | Lacul Aralul Mic (în kazahă Солтүстік Арал теңізі, cu alfabetul chirilic: Soltüstık Aral teŋızı)                           | Kazahstan                                                 | apă sărată (0.9 – 1.2% salinitate) | 3.300           |              | 42                  | 28,7        | Cea mai mare rămășiță a fostei mări Aral, cândva al treilea lac ca mărime din lume |
|                  | 43. | Lacul Poyang (în chineză: 鄱阳湖, transliterat: Póyáng hú)                                                                 | China                                                     | apă dulce                          | 3.210           | 170          | 25,1                | 25,2        | Cel mai mare lac cu apă dulce din China, de dimensiuni variabile, loc important pentru păsări |
|                  | 44. | Lacul Tana (în amharică ጣና ሐይቅ, transliterat: T’ana ḥāyik’i)                                                               | Etiopia                                                   | apă dulce                          | 3.200           | 84           | 15                  | 25,6        | Sursa Nilului Albastru |
|                  | 45. | Lacul Amadjuak (în engleză Amadjuak Lake)                                                                                  | Canada                                                    | apă dulce                          | 3.115           |              |                     | 74          | În termeni geologici, un lac tânăr (c. 4.500 de ani), al doilea ca mărime de pe Insula Baffin, al treilea ca mărime din Nunavut                                                                                              |
|                  | 46. | Lacul Melville (în engleză Lake Melville)                                                                                  | Canada                                                    | apă sărată (1.95% salinitate)      | 3.069           | 140          | 256                 | 313         | Lacul constituie un estuar la Oceanul Atlantic, bazin hidrografic extins în Labrador |
|                  | 47. | Lacul Bangweulu (în engleză Lake Bangweulu)                                                                                | Zambia                                                    | apă dulce                          | 3.000           | 75           | 10                  | 12          | Lac puțin adânc, de dimensiuni variabile, unul dintre cele mai mari sisteme de zone umede din lume, include mlaștini și lunci inundabile de importanță crucială pentru animalele și păsările de pe o suprafață mult mai mare |

## Lista celor mai mari lacuri din lume în funcție de definiția geologică
| Coduri de culoare pentru continent | Coduri de culoare pentru continent | Coduri de culoare pentru continent | Coduri de culoare pentru continent |
| Africa                             | Asia                               | Europa                             | America de Nord                    |
| ---------------------------------- | ---------------------------------- | ---------------------------------- | ---------------------------------- |

| Contur, la scară | Loc | Nume                                                                      | Țară                                                      | Tip       | Suprafață (km2) | Lungime (km) | Adâncime maximă (m) | Volum (km3) | Observații |
|                  |     |                                                                           |                                                           |           |                 |              |                     |             | |
| ---------------- | --- | ------------------------------------------------------------------------- | --------------------------------------------------------- | --------- | --------------- | ------------ | ------------------- | ----------- | --- |
|                  | 1.  | Lacul Michigan-Huron (în engleză Lake Michigan–Huron)                     | Canada · Statele Unite                                    | apă dulce | 117.620         | 710          | 282                 | 8.450       | Lacul Huron conține insula Manitoulin, cea mai mare insulă lacustră din lume                                                                                            |
|                  | 2.  | Lacul Superior (în engleză Lake Superior)                                 | Canada · Statele Unite                                    | apă dulce | 82.100          | 616          | 406                 | 12.070      | Cel mai mare dintre Marile Lacuri ca volum, mai mare decât celelalte patru la un loc                                                                                    |
|                  | 3.  | Lacul Victoria (în engleză Lake Victoria)                                 | Tanzania · Uganda · Kenya                                 | apă dulce | 59.940          | 322          | 81                  | 2.420       | Cel mai mare lac ca suprafață din Africa |
|                  | 4.  | Lacul Tanganyika (în engleză Lake Tanganyika, în franceză Lac Tanganyika) | Tanzania · Republica Democratică Congo · Burundi · Zambia | apă dulce | 32.900          | 676          | 1.470               | 18.750      | Cel mai lung lac cu apă dulce din lume și al treilea ca mărime de orice fel ca volum, cel mai mare lac (ca suprafață) care este situat în întregime într-o singură țară |
|                  | 5.  | Lacul Baikal (în rusă Байкал, transliterat: Baikal)                       | Rusia                                                     | apă dulce | 31.722          | 636          | 1.642               | 23.610      | Cel mai adânc lac din lume și cel mai mare lac cu apă dulce din lume ca volum                                                                                           |
|                  | 6.  | Marele Lac al Urșilor (în engleză Great Bear Lake)                        | Canada                                                    | apă dulce | 31.153          | 373          | 446                 | 2.234       | Cel mai mare lac aflat în întregime în Canada și cel mai mare lac parțial în Cercul Arctic                                                                              |
|                  | 7.  | Lacul Malawi (în engleză Lake Malawi, în franceză Lac Malawi)             | Malawi · Mozambic · Tanzania                              | apă dulce | 29.600          | 579          | 706                 | 8.640       | Adăpostește mai multe specii de pești decât orice alt lac din lume |
|                  | 8.  | Marele lac al sclavilor (în engleză Great Slave Lake)                     | Canada                                                    | apă dulce | 27.200          | 480          | 614                 | 1.115       | Cel mai adânc lac din America de Nord |
|                  | 9.  | Lacul Erie (în engleză Lake Erie)                                         | Canada · Statele Unite                                    | apă dulce | 25.667          | 388          | 64                  | 488         | Lacul cu cel mai mic volum dintre Marile Lacuri |
|                  | 10. | Lacul Winnipeg (în engleză Lake Winnipeg)                                 | Canada                                                    | apă dulce | 24.514          | 425          | 36                  | 294         | Lacul cu cel mai mare bazin hidrografic în comparație cu propria dimensiune                                                                                             |
|                  | 11. | Lacul Ontario (în engleză Lake Ontario)                                   | Canada · Statele Unite                                    | apă dulce | 18.970          | 311          | 244                 | 1.631       | Lacul cu cea mai joasă altitudine dintre Marile Lacuri |
|                  | 12. | Lacul Ladoga (în rusă Ладожское озеро, transliterat: Ladojskoe ozero)     | Rusia                                                     | apă dulce | 17.700          | 219          | 260                 | 837         | Cel mai mare lac din Europa |